# Lucanus kurosawai
Lucanus kurosawai es una especie de coleóptero de la familia Lucanidae.

## Distribución geográfica
Habita en Taiwán (China).